# Reazione di Betti
La reazione di Betti, dal chimico toscano Mario Betti, è una reazione di formazione di 1-(α-Amminobenzil)-2-naftoli funzionalizzati tramite una reazione simil-Mannich tra β-naftolo, benzaldeide e ammoniaca/ammine.

## Meccanismo
Come per la reazione di Mannich, il primo step è quello relativo alla formazione dell'immina dovuto all'attacco dell'ammina sulla benzaldeide con successiva eliminazione di acqua. Successivamente, si avrà la formazione di un legame a ponte idrogeno tra l'ossigeno del naftolo e l'azoto amminico, permettendo un triplice effetto: avvicinamento dei due reagenti al sito di reazione, aumento dell'elettropositività sul carbonio dell'immina e aumento della carattere nucleofilo del carbonio in α al naftolo a causa di un aumento della densità di carica su quest'ultimo.
Il ripristino dell'aromaticità permette la formazione del prodotto finale con la relativa formazione di uno stereocentro. Sarà possibile controllare la diastero- ed enantioselezione variando le condizioni di reazione come l'ammina di partenza, il solvente e la temperatura di reazione.